# Temple vaudois de Nice
Ne doit pas être confondu avec Temple protestant du Saint-Esprit de Nice.
Le temple vaudois de Nice est un édifice de style hellénisant situé rue Gioffredo à Nice, à l’origine consacré au culte protestant en langue italienne. Aujourd'hui désaffecté et transformé notamment en salle des ventes, cet édifice néo-classique a été le premier temple protestant de Nice. Il a donné son nom à la rue qui longe ses dépendances, le passage du temple vaudois.

## Historique
Le comté de Nice étant d’une part une terre où la Contre-Réforme avait totalement éliminé le protestantisme, et d’autre part une terre appartenant depuis 1814 au Royaume de Piémont-Sardaigne, intolérant des religions non catholiques, les églises protestantes actuelles y ont été introduites ou réintroduites dans la deuxième moitié du XIXe siècle, d’abord par les vaudois, communauté protestante implantée dans les hautes vallées du Piémont, bientôt rejoints par divers étrangers attirés par la Côte d’Azur : Britanniques, Allemands, Français, Suisses, Américains...
L'élément déclencheur avait été le fait que les Piémontais avaient, le 17 février 1848, obtenu de la part du roi piémontais Charles Albert le plein exercice de leurs droits civils, dont la libre pratique de toute religion. Or de nombreux Vaudois étaient venus s’installer à Nice, notamment pour y travailler dans l’hôtellerie ou le tourisme.
Un premier lieu de culte protestant fut donc aussitôt installé dans un appartement au premier étage de la maison Gent, située au centre du quartier de la Bourgade. En 1852, la croissance de la communauté (forte alors d’environ 200 personnes) obligera à déménager vers un local plus vaste situé au 5 rue Masséna, dans la maison Boeri, où le pasteur pouvait aussi disposer d’un appartement plus spacieux.
Mais ce ne fut encore pas suffisant et la recherche d’une meilleure solution commença dès l’année suivante. Un premier terrain fut presque acquis tout début 1854 dans le quartier de l’observance ou du Camp Long, sur une voie qui deviendrait ultérieurement la rue Gioffredo mais la vente ne se fit pas. Un deuxième terrain, de 1 072 m2, situé sur la même voie, fut finalement acquis en novembre de la même année, le pasteur Pierre Lantaret, modérateur de la Table vaudoise, étant spécialement venu à Nice pour conclure cette vente, pour la somme de 12 848 lires de l’époque. La même année, le pasteur français Léon Pilatte qui devait marquer le développement de la communauté protestante niçoise, avait été élu pasteur de la paroisse vaudoise.
Les plans du temple furent établis par l’architecte français François Boyer et agréés par le Consiglio d’Ornato le 14 avril 1855. Le roi autorisa la construction d’une « chapelle consacrée au culte réformé » le 6 mai et les travaux furent menés rapidement sous la conduite du jeune architecte niçois Vincent Levrot  appointé à cet effet par l’architecte Boyer. 
L’inauguration de l’édifice eut lieu en novembre 1857.
Un instituteur et une institutrice furent embauchés pour les écoles de garçons et de filles, dont l’entrée se trouvait à l’arrière du bâtiment, dans ce qui est à présent le passage du temple vaudois. Dans les locaux annexes étaient aussi organisées des réunions de couture et une bibliothèque gratuite.
Lors de sa réunion à la France en 1860, l’Église vaudoise de Nice fut confrontée à la question de son rattachement à une Église reconnue en France ; le vote se porta sur la communauté théologiquement la plus proche à savoir l’Église réformée évangélique. L’Église vaudoise accepta le principe de la séparation et de la poursuite de la jouissance du temple par la communauté protestante désormais réformée pour une durée indéterminée à trois conditions : que la pure doctrine évangélique y soit toujours prêchée, qu’un loyer annuel symbolique de cent francs lui soit versé, façon d’affirmer son droit de propriété, et que la communauté reprenne la dette qui pesait encore sur les locaux. Conditions qui furent jugées raisonnables et acceptées. 
En 1895, devant le recul de la langue italienne, la Table vaudoise supprima le poste de pasteur italophone. Les cultes furent dès lors célébrés, dans le temple vaudois, alternativement en français et en italien.
En juillet 1939, le temple fut vendu et les paroissiens invités à se rattacher à la paroisse réformée française créée entretemps (en 1902) et rattachée à l’Église réformée de France depuis 1938.

## Situation actuelle
Le temple vaudois abrite aujourd’hui la salle de ventes de Nice. 
La petite rue passant sur l'arrière du bâtiment porte le nom de "passage du Temple-Vaudois". 

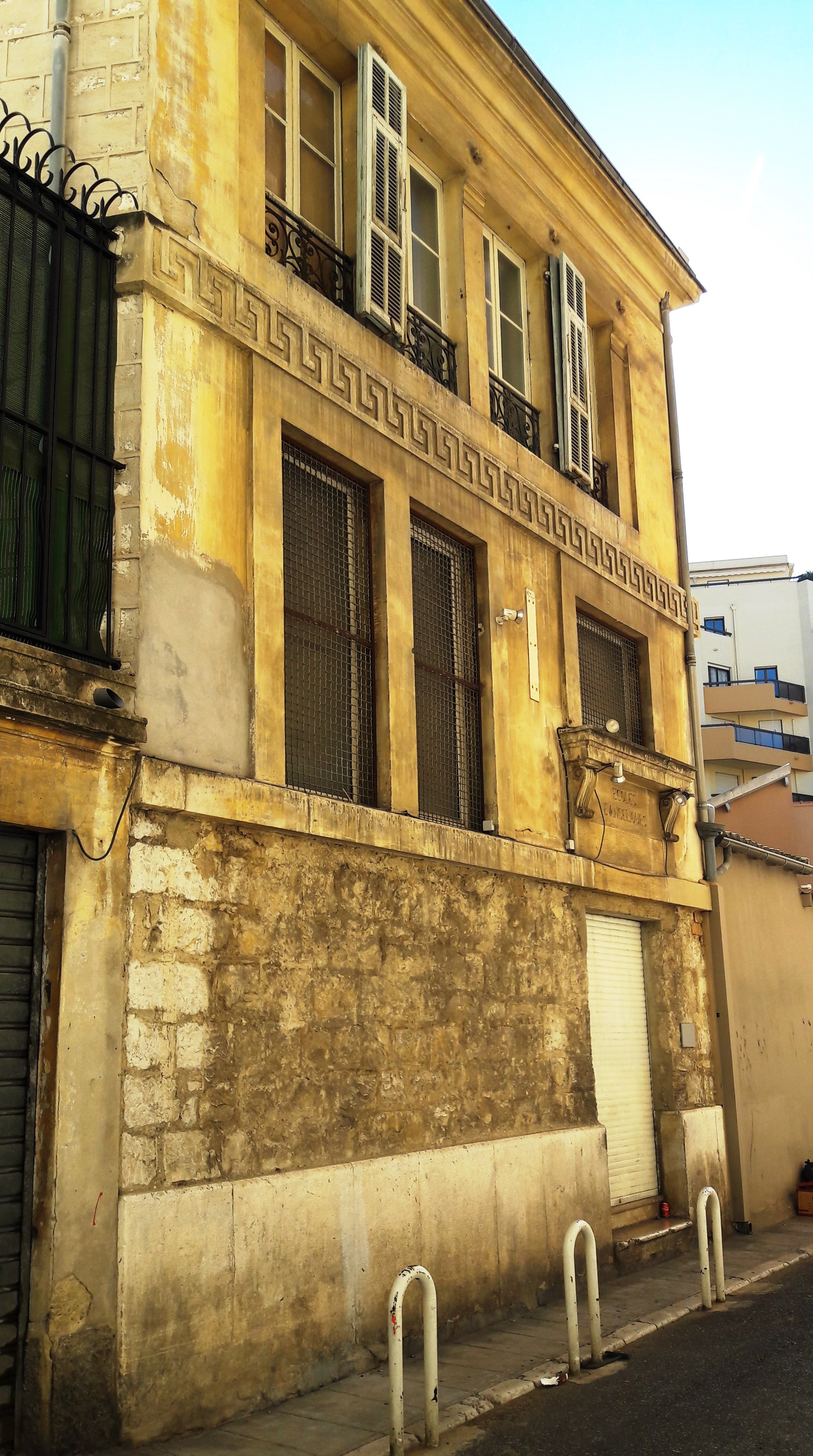
Entrée secondaire autrefois utilisée pour les écoles protestantes.
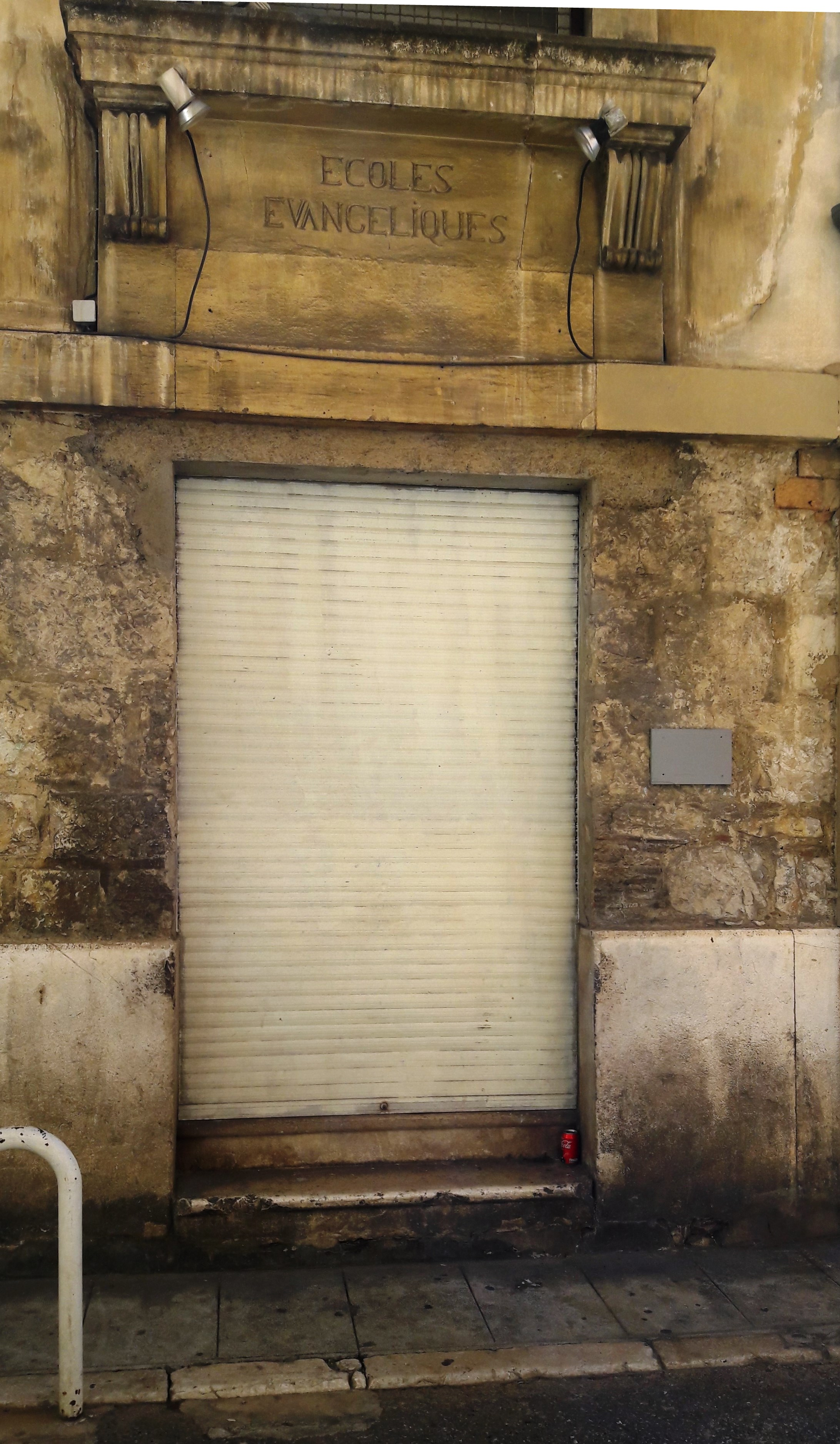
Porte arrière au fronton toujours marqué "écoles évangéliques".
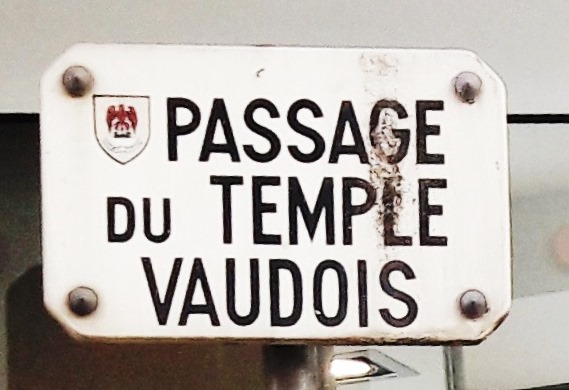
Plaque de rue portant la trace du temple vaudois, désaffecté depuis 1939.